# Mansat-la-Courrière
Mansat-la-Courrière est une commune française située dans le département de la Creuse en région Nouvelle-Aquitaine. Elle est intégrée au territoire du PNR Millevaches en Limousin.

## Géographie
Mansat-la-Courrière est située quelques kilomètres à l'est de Bourganeuf. Elle est bornée au nord par la rivière le Thaurion, deux autres rivières la traversent, le Verger et la Gasne-Molle
| Masbaraud-Mérignat | Thauron             |            |
| Bourganeuf         | Mansat-la-Courrière | Soubrebost |
|                    | Faux-Mazuras        |            |

### Climat
Pour des articles plus généraux, voir Climat de la Nouvelle-Aquitaine et Climat de la Creuse.
Historiquement, la commune est exposée à un climat montagnard.  
En 2020, Météo-France publie une typologie des climats de la France métropolitaine dans laquelle la commune est exposée à un climat de montagne et est dans la région climatique  Ouest et nord-ouest du Massif Central, caractérisée par une pluviométrie annuelle de 900 à 1 500 mm, maximale en automne et en hiver.
Pour la période 1971-2000, la température annuelle moyenne est de 10,1 °C, avec une amplitude thermique annuelle de 14,6 °C. Le cumul annuel moyen de précipitations est de 1 160 mm, avec 13,6 jours de précipitations en janvier et 8,5 jours en juillet. Pour la période 1991-2020, la température moyenne annuelle observée sur la station météorologique la plus proche, située sur la commune de Bourganeuf à 4,05 km à vol d'oiseau, est de 10,8 °C et le cumul annuel moyen de précipitations est de 1 184,0 mm,. Pour l'avenir, les paramètres climatiques de la commune estimés pour 2050 selon différents scénarios d’émission de gaz à effet de serre sont consultables sur un site dédié publié par Météo-France en novembre 2022.

## Urbanisme

### Typologie
Au 1er janvier 2024, Mansat-la-Courrière est catégorisée commune rurale à habitat très dispersé, selon la nouvelle grille communale de densité à 7 niveaux définie par l'Insee en 2022.
Elle est située hors unité urbaine et hors attraction des villes,.

### Occupation des sols
L'occupation des sols de la commune, telle qu'elle ressort de la base de données européenne d’occupation biophysique des sols Corine Land Cover (CLC), est marquée par l'importance des territoires agricoles (51,5 % en 2018), en augmentation par rapport à 1990 (50,3 %). La répartition détaillée en 2018 est la suivante : 
forêts (48,5 %), prairies (45,7 %), zones agricoles hétérogènes (5,8 %). L'évolution de l’occupation des sols de la commune et de ses infrastructures peut être observée sur les différentes représentations cartographiques du territoire : la carte de Cassini (XVIIIe siècle), la carte d'état-major (1820-1866) et les cartes ou photos aériennes de l'IGN pour la période actuelle (1950 à aujourd'hui).

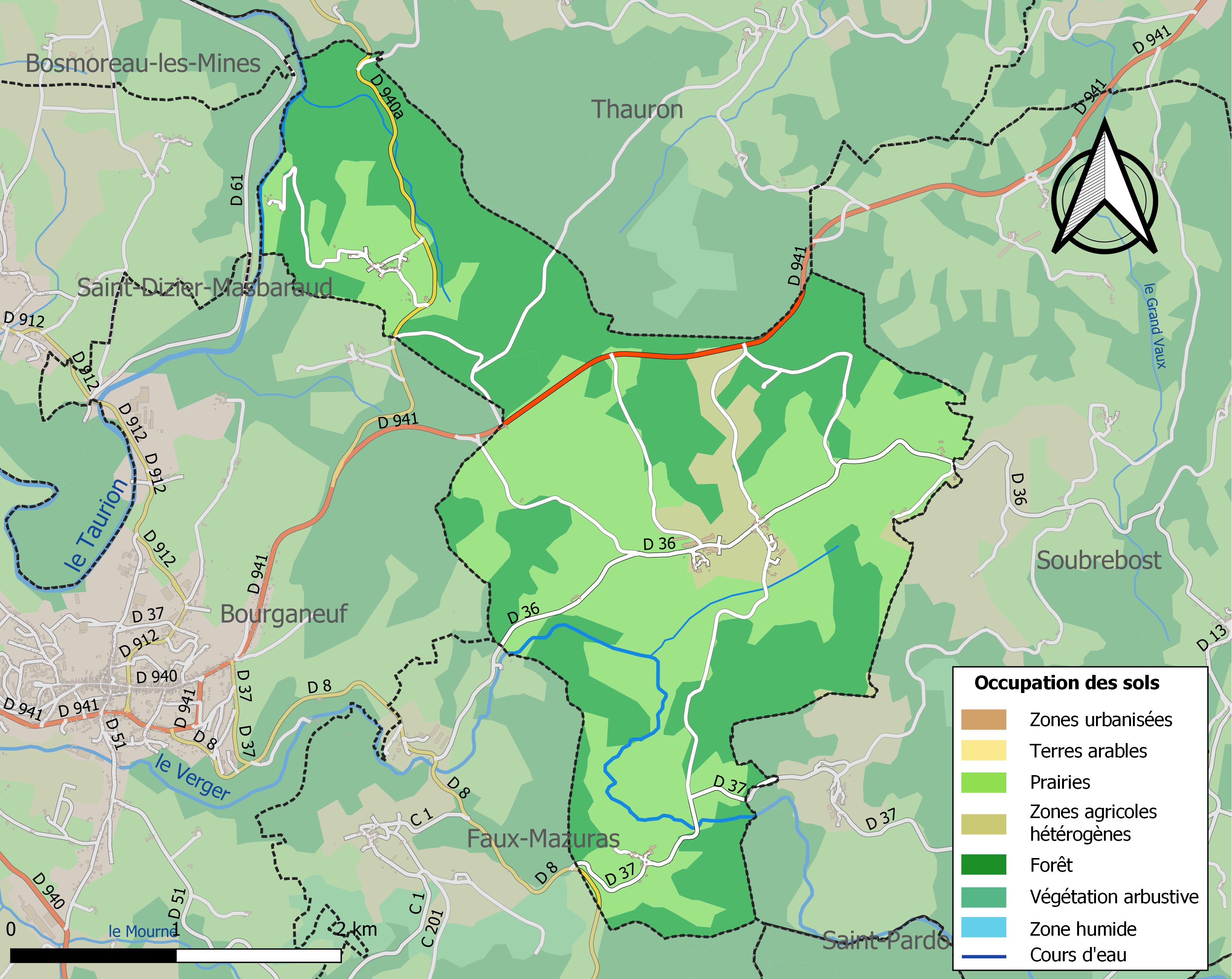
Carte des infrastructures et de l'occupation des sols de la commune en 2018 (CLC).

### Risques majeurs
Le territoire de la commune de Mansat-la-Courrière est vulnérable à différents aléas naturels : météorologiques (tempête, orage, neige, grand froid, canicule ou sécheresse) et séisme (sismicité faible). Il est également exposé à un risque technologique, la rupture d'un barrage, et à un risque particulier : le risque de radon. Un site publié par le BRGM permet d'évaluer simplement et rapidement les risques d'un bien localisé soit par son adresse soit par le numéro de sa parcelle.

#### Risques naturels

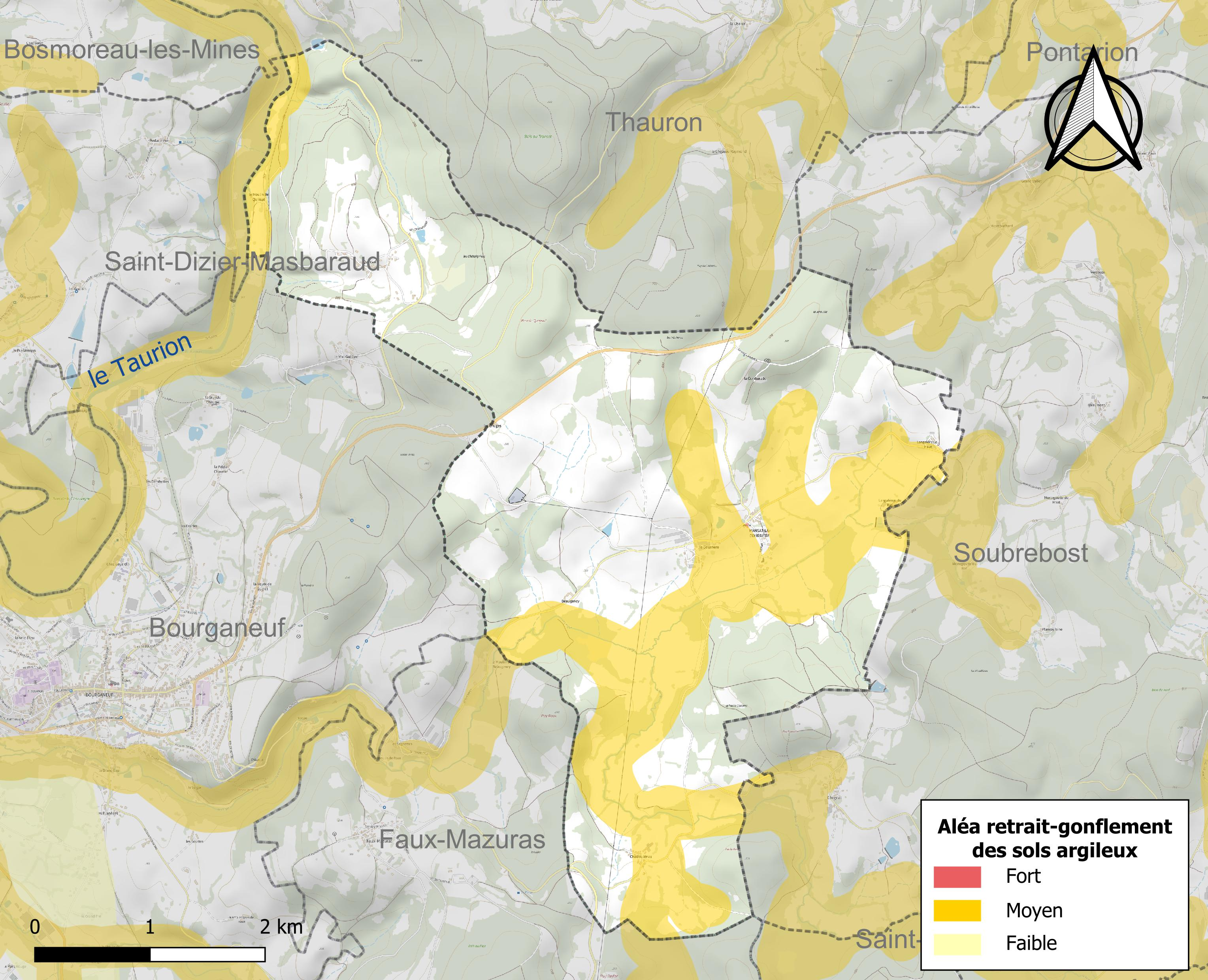
Carte des zones d'aléa retrait-gonflement des sols argileux de Mansat-la-Courrière.

Le retrait-gonflement des sols argileux est susceptible d'engendrer des dommages importants aux bâtiments en cas d’alternance de périodes de sécheresse et de pluie. 29,3 % de la superficie communale est en aléa moyen ou fort (33,6 % au niveau départemental et 48,5 % au niveau national). Sur les 65 bâtiments dénombrés sur la commune en 2019,  16 sont en aléa moyen ou fort, soit 25 %, à comparer aux 25 % au niveau départemental et 54 % au niveau national. Une cartographie de l'exposition du territoire national au retrait gonflement des sols argileux est disponible sur le site du BRGM,.
Par ailleurs, afin de mieux appréhender le risque d’affaissement de terrain, l'inventaire national des cavités souterraines permet de localiser celles situées sur la commune.
La commune a été reconnue en état de catastrophe naturelle au titre des dommages causés par les inondations et coulées de boue survenues en 1982 et 1999. Concernant les mouvements de terrains, la commune a été reconnue en état de catastrophe naturelle au titre des dommages causés par des mouvements de terrain en 1999.

#### Risques technologiques
La commune est en outre située en aval du  barrage de Confolent, un ouvrage sur la Creuse de classe A soumis à PPI, disposant d'une retenue de 4,7 millions de mètres cubes. À ce titre elle est susceptible d’être touchée par l’onde de submersion consécutive à la rupture de cet ouvrage.

#### Risque particulier
Dans plusieurs parties du territoire national, le radon, accumulé dans certains logements ou autres locaux, peut constituer une source significative d’exposition de la population aux rayonnements ionisants. Certaines communes du département sont concernées par le risque radon à un niveau plus ou moins élevé. Selon la classification de 2018, la commune de Mansat-la-Courrière est classée en zone 3, à savoir zone à potentiel radon significatif.

## Histoire
Joullietton, dans son Histoire de la Marche (Guéret, 1814), (t. I, p. 53) indique que les restes d'un édifice romain ont été retrouvés à la Courrière en 1756 et mentionne la découverte régulière de tuiles et d'urnes funéraires romaines. La statue d'Apollon découverte en 1900 (voir ci-dessous) est datée du Ier ou IIe siècle.
Mansat-la-Courrière est attesté pour la première fois au milieu du Xe siècle. C'est alors le site éponyme d'une vicairie civile carolingienne (circonscription territoriale) appelée Mansiacensis vicaria.

## Politique et administration

### La Région
Le Limousin  est une des 26 régions françaises composée des trois départements Corrèze, Creuse et Haute-Vienne. Situé presque en totalité sur le Massif central, au 1er janvier 2005, il regroupait 724 243 habitants sur près de 17 000 km². Ses habitants sont appelés les Limousins.
Gérard Vandenbroucke est premier Vice-Président du Conseil régional de Nouvelle-Aquitaine depuis 2016.

### Département
Le département a été créé à la Révolution française, le 4 mars 1790 en application de la loi du 22 décembre 1789, essentiellement à partir de l'ancienne province de la Marche. Ses habitants sont appelés les Creusois.
Les conseillers généraux sont élus dans le cadre des cantons pour une durée 6 ans. Dans la Creuse, il y a 27 cantons et donc 27 conseillers généraux. Ces derniers élisent en leur sein le président du conseil général de la Creuse. Depuis 2015, c'est Jean-Jacques Lozach, Marinette Jouannetaud et leurs remplaçants Jean-Pierre Dugay, Anne-Marie Gautret, conseillers généraux de Bourganeuf.
Le canton de Bourganeuf groupe 17 communes et compte 6 280 habitants (recensement de 1999 sans doubles comptes); Auriat, Bosmoreau-les-Mines, Bourganeuf, Faux-Mazuras, Mansat-la-Courrière, Masbaraud-Mérignat, Montboucher, Soubrebost, Saint-Amand-Jartoudeix, Saint-Dizier-Leyrenne, Saint-Martin-Sainte-Catherine, Saint-Pierre-Chérignat, Saint-Pardoux-Morterolles, Saint-Pierre-Bellevue, Saint-Junien-La-Bregère, Saint-Moreil et Saint-Priest-Palus.

### Communauté de communes
Mansat la Courrière  fait partie de la Communauté de Communes Bourganeuf-Royère. Celle-ci regroupe 20 communes : Auriat,Bosmoreau-les-Mines, Bourganeuf, Faux-Mazuras, Le Monteil-au-Vicomte, Mansat-la-Courrière, Masbaraud-Mérignat, Montboucher, Royère-de-Vassivière, Saint-Amand-Jartoudeix, Saint-Dizier-Leyrenne, Saint-Martin-Château, Saint-Martin-Sainte-Catherine, Saint-Moreil, Saint-Junien-la-Bregère, Saint-Pardoux-Morterolles, Saint-Pierre-Bellevue, Saint-Pierre-Chérignat, Saint-Priest-Palus et Soubrebost.
Les objectifs de la politique intercommunale sont : développement économique, amélioration de l’habitat, préservation du patrimoine naturel et mise en valeur de l’héritage culturel, maintien et accueil des populations et des activités économiques.
La communauté de communes de Bourganeuf et de Royère-de-Vassivière envisage de restaurer les sites de la Martinèche, à Soubrebost, où Martin Nadaud a vu le jour et s’est éteint. Il est proposé de créer un espace de mémoire, de visites et d’animation autour de Martin Nadaud le maçon de la Creuse. À cet effet, une souscription publique est proposée.

### Liste des maires
| Période                                  | Période  | Identité          | Étiquette | Qualité  |
| ---------------------------------------- | -------- | ----------------- | --------- | -------- |
| mars 2014                                | En cours | Jean-Pierre Dugay | DVG       | Retraité |
| Les données manquantes sont à compléter. |          |                   |           |          |

## Démographie
L'évolution du nombre d'habitants est connue à travers les recensements de la population effectués dans la commune depuis 1793. Pour les communes de moins de 10 000 habitants, une enquête de recensement portant sur toute la population est réalisée tous les cinq ans, les populations de référence des années intermédiaires étant quant à elles estimées par interpolation ou extrapolation. Pour la commune, le premier recensement exhaustif entrant dans le cadre du nouveau dispositif a été réalisé en 2008.

En 2022, la commune comptait 68 habitants, en évolution de −26,88 % par rapport à 2016 (Creuse : −3,32 %, France hors Mayotte : +2,11 %).
| 1793 | 1800 | 1806 | 1821 | 1831 | 1836 | 1841 | 1846 | 1851 |
| ---- | ---- | ---- | ---- | ---- | ---- | ---- | ---- | ---- |
| 206  | 248  | 248  | 294  | 325  | 311  | 305  | 363  | 414  |

| 1856 | 1861 | 1866 | 1872 | 1876 | 1881 | 1886 | 1891 | 1896 |
| ---- | ---- | ---- | ---- | ---- | ---- | ---- | ---- | ---- |
| 360  | 357  | 348  | 336  | 336  | 360  | 376  | 352  | 336  |

| 1901 | 1906 | 1911 | 1921 | 1926 | 1931 | 1936 | 1946 | 1954 |
| ---- | ---- | ---- | ---- | ---- | ---- | ---- | ---- | ---- |
| 281  | 317  | 305  | 238  | 222  | 203  | 206  | 165  | 155  |

| 1962 | 1968 | 1975 | 1982 | 1990 | 1999 | 2006 | 2008 | 2013 |
| ---- | ---- | ---- | ---- | ---- | ---- | ---- | ---- | ---- |
| 127  | 118  | 112  | 100  | 100  | 94   | 89   | 87   | 97   |

| 2018 | 2022 | - | - | - | - | - | - | - |
| ---- | ---- | - | - | - | - | - | - | - |
| 73   | 68   | - | - | - | - | - | - | - |

## Lieux et monuments
- L'Apollon de la Courrière est une statuette de bronze de l'époque Auguste retrouvée en 1900 au village de La Courrière dans la commune de Mansat-la-Courrière. Elle est aujourd'hui conservée au musée du Louvre..
- Église Saint-Martial de Mansat-la-Courrière.

## Personnalités liées à la commune
- Amélie Trayaud, née Duteyrat (1883-1963), couturière à Mansat puis employée de tramways en région parisienne, résistante, maire de Joinville-le-Pont.